# Cabane de la Portella
La cabane de la Portella est un refuge d'Andorre situé dans la paroisse de Canillo à une altitude de 2 265 m.

## Randonnée
Inauguré en 1981 et propriété du Govern d'Andorra,, le refuge est ouvert toute l'année, et possède une capacité d'accueil de 6 personnes,,.
Le refuge est accessible depuis Soldeu ou depuis le port d'Envalira,, et se situe dans la solana d'Andorre.

Carte des principaux chemins de randonnée et refuges d'Andorre.
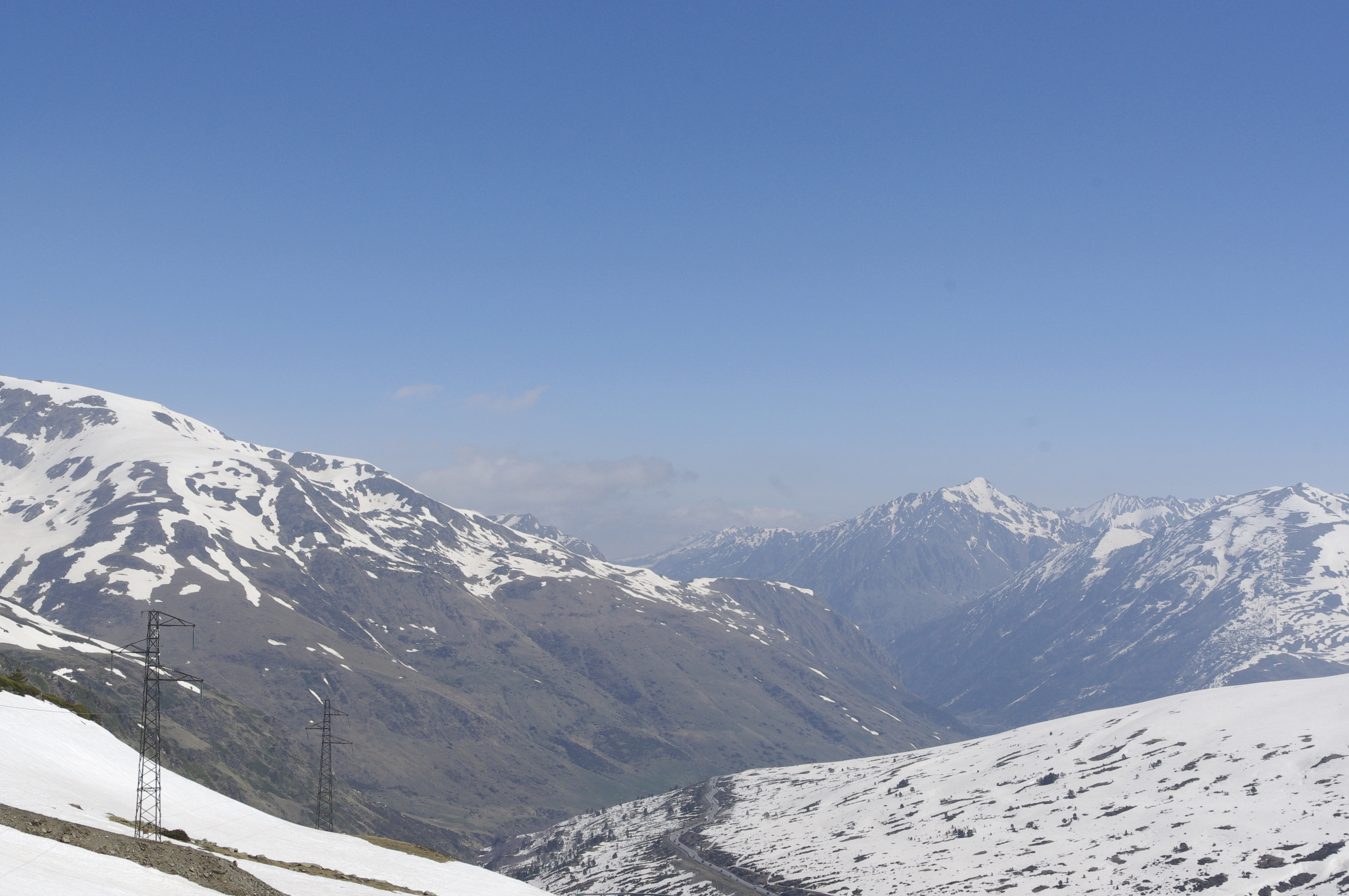
Le port d'Envalira.

## Toponymie
Portella est un augmentatif de port. Ce terme, issu du latin portus, désigne dans les Pyrénées un col de montagne,.